# Ciclismo invernale

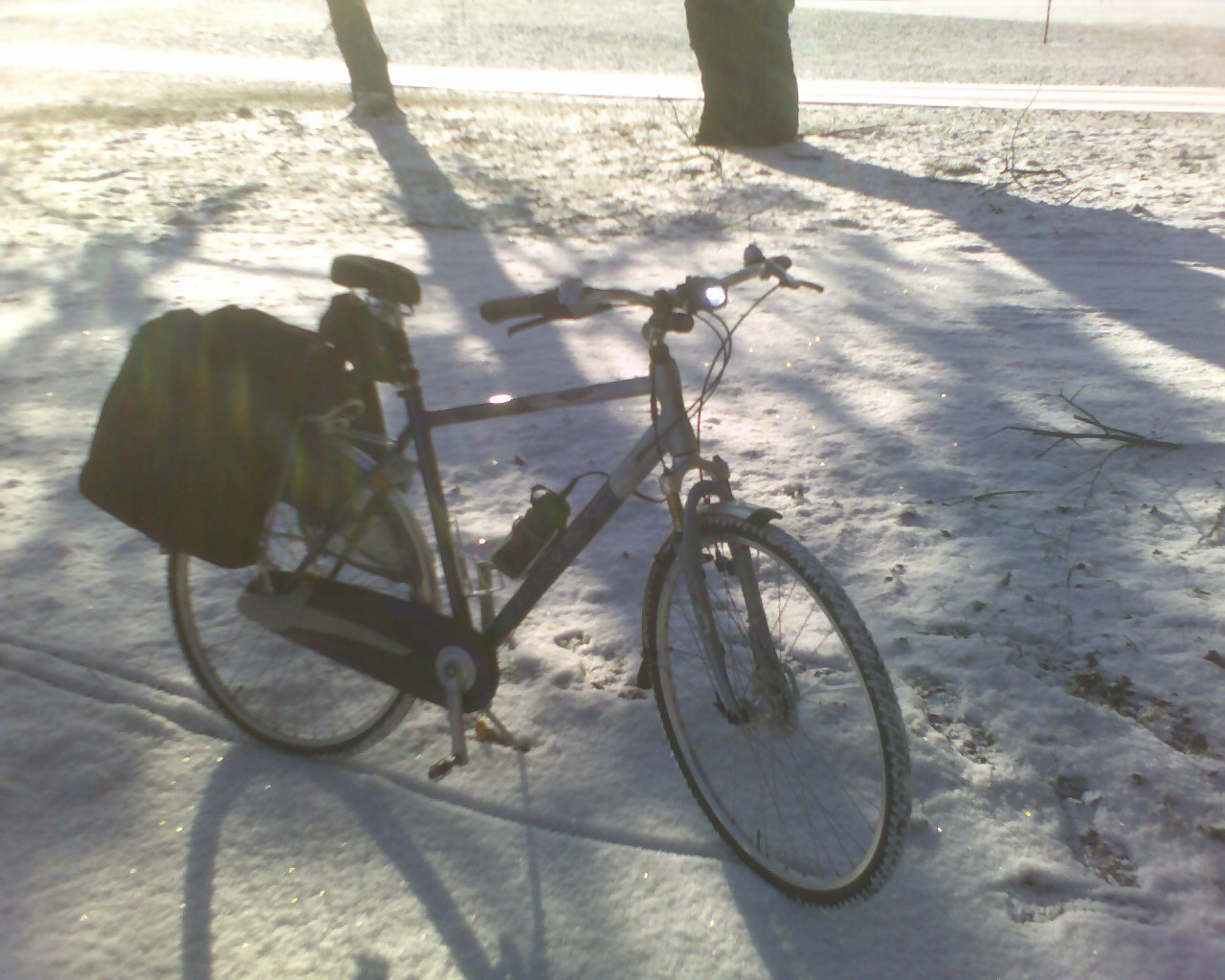
Una bicicletta configurata per il trasporto pendolare invernale, con ruote chiodate, paracatena chiuso e freni a tamburo

Il ciclismo invernale è l'impiego della bicicletta in un clima rigido, per il trasporto pendolare o a scopo ricreativo. Le basse temperature e la presenza di ghiaccio, neve, sale e detriti sul manto stradale comportano sollecitazioni notevolmente differenti per la bicicletta e richiedono tipicamente una serie di accorgimenti per garantire la sicurezza del trasporto e l'efficienza del mezzo.

## Soluzioni tecniche

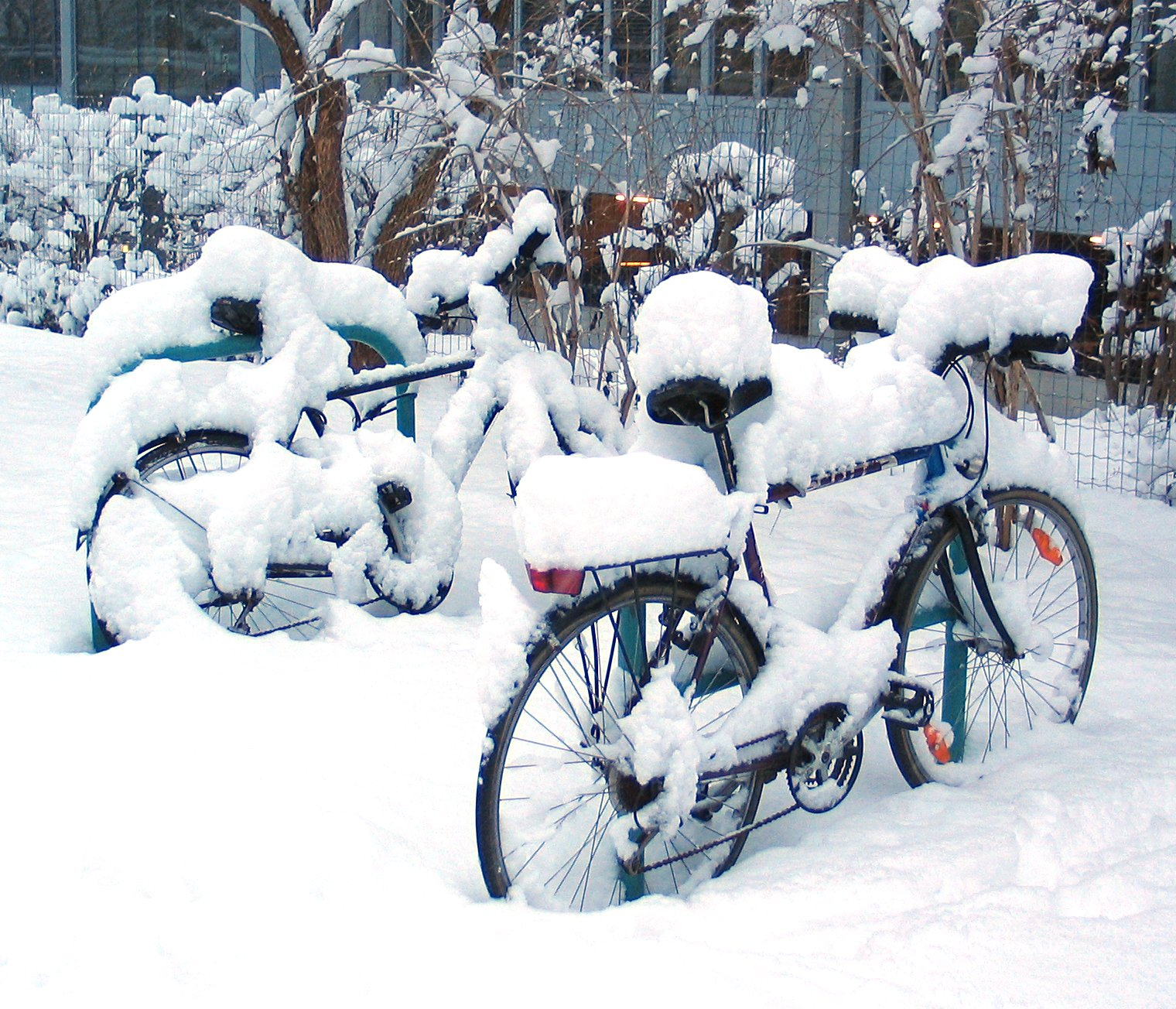
Biciclette parcheggiate sotto la neve a Graz

Per l'utilizzo invernale viene talvolta scelta una bicicletta economica, poiché il metallo del telaio è soggetto a danni dovuti alla neve, al sale e ai numerosi detriti (sabbia o ghiaia) che d'inverno vengono cosparsi sulle strade e i marciapiedi innevati per aumentare l'aderenza. Le mountain bike sono in genere più adatte all'uso invernale, per via della geometria del telaio e della fattura delle ruote e della meccanica, generalmente adatte a condizioni più estreme rispetto al semplice trasporto su strada. Per affrontare climi estremi, specialmente fuori strada, vengono usate anche le fatbike, ovvero biciclette con copertoni particolarmente larghi (di solito 3,8 pollici o superiori) e gonfiati a bassa pressione (fino a 5 psi), pensate per affrontare terreni soffici ed instabili, come la neve.
Il cambio è una componente critica, in quanto può bloccarsi con il ghiaccio. Biciclette a rapporto fisso sono talvolta preferite allo scopo, e per l'uso in climi freddi, specie se la bicicletta rimane parcheggiata all'aperto durante la notte, è in genere preferibile evitare il cambio a deragliatore. Il cambio epicicloidale, montato all'interno del mozzo della ruota posteriore, è in genere più protetto dagli elementi. Il sale può far arrugginire la catena, compromettendone l'efficienza e l'affidabilità, per cui alcuni ciclisti impiegano una trasmissione a cinghia in gomma. Anche le altre componenti in acciaio rischiano di arrugginire, tra le quali il telaio e i cavi dei freni e del cambio, e per tale motivo alcuni ciclisti preferiscono usare biciclette dal telaio in alluminio.

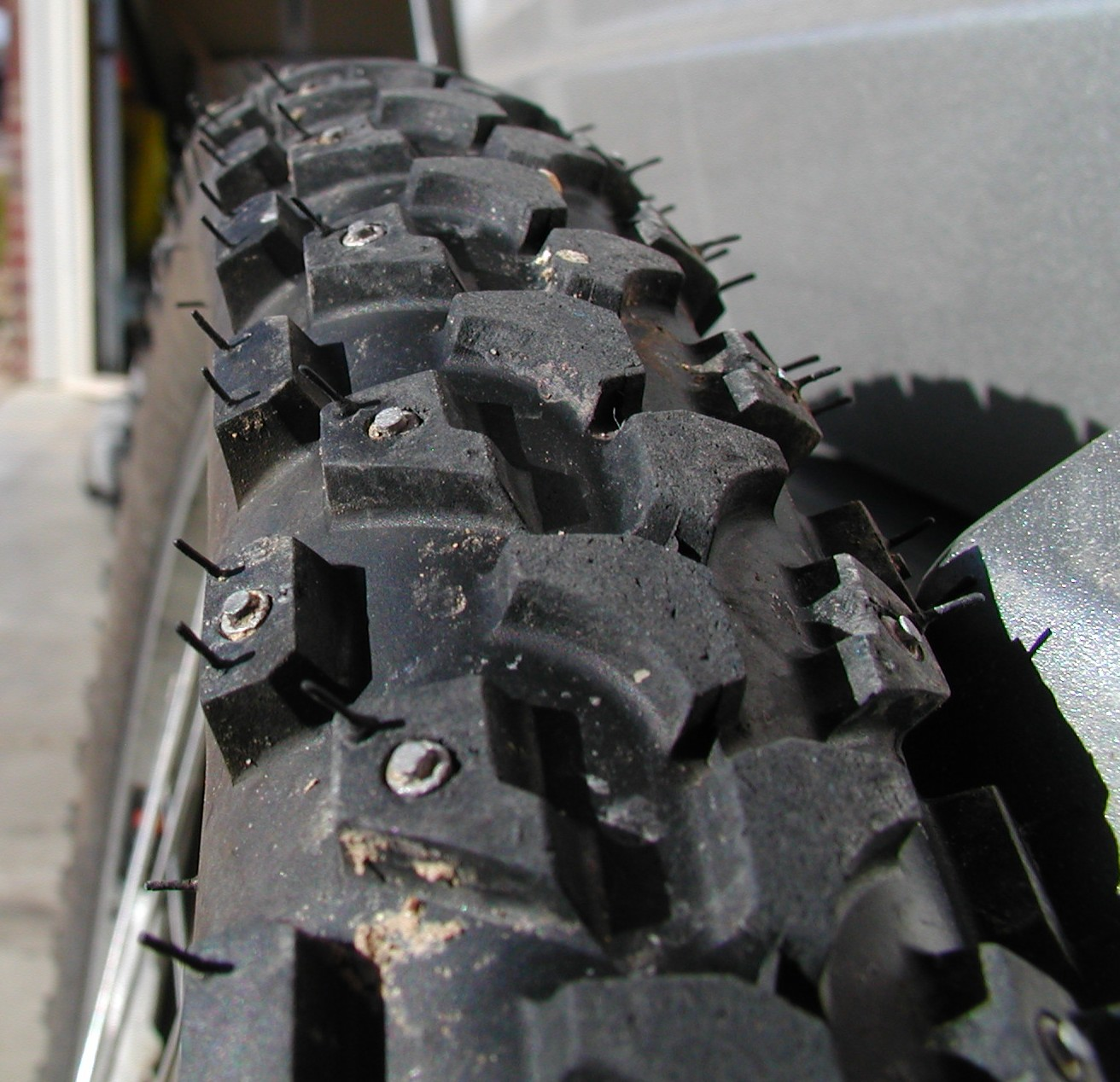
Battistrada di un copertone invernale chiodato

Mantenere l'aderenza è un problema importante sulle strade coperte da neve e ghiaccio. Se le condizioni sono moderate, i ciclisti tipicamente fanno uso di copertoni da neve, con tassellatura profonda, gonfiati a bassa pressione. Copertoni chiodati con denti in acciaio sono usati per migliorare l'aderenza sul ghiaccio e nelle situazioni climatiche più estreme. Per ridurre la spesa, visto il costo elevato dei copertoni chiodati rispetto a normali copertoni da strada o da neve, alcuni ciclisti optano per montare un solo copertone chiodato, che viene preferito sull'anteriore, in quanto è la ruota che deve fornire la maggior parte dell'aderenza.
I parafanghi sono un accessorio comunemente usato per evitare schizzi di neve e fango, e per il ciclismo invernale è in genere preferito mantenere i parafanghi installati ad una certa distanza dalla ruota, per evitare che si intasino di neve. Per evitare che il ghiaccio blocchi i cavi dei freni e del cambio, si fa talvolta uso di cavi lisci, oppure i cavi tradizionali vengono trattati con cera lubrificante.

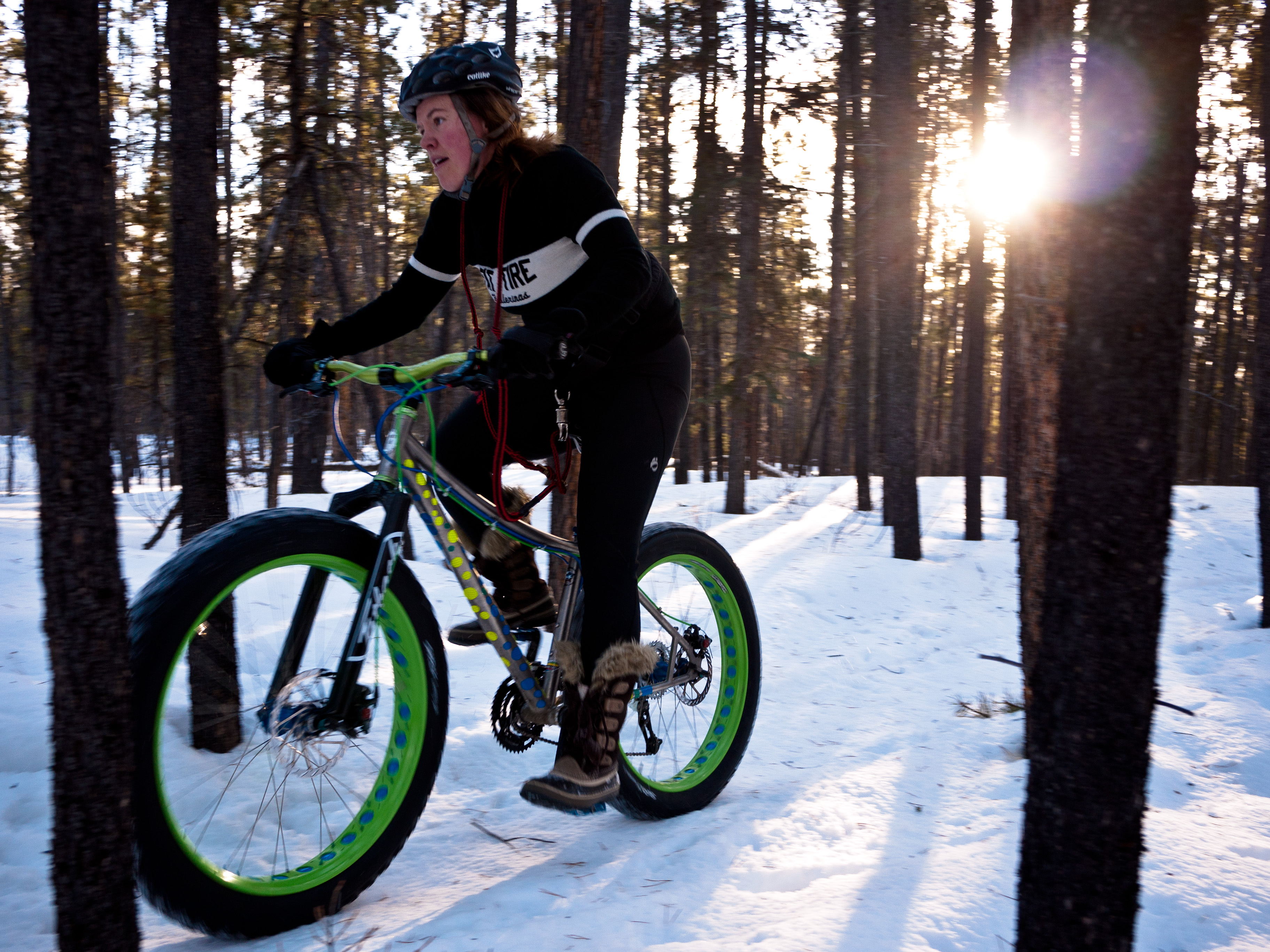
Una fatbike

Nel periodo invernale viene talvolta impiegato olio al posto del grasso per lubrificare regolarmente catena e cambio. Da un lato è una scelta che porta i suoi vantaggi, in quanto l'olio non congela e impedisce all'acqua di aderire alle componenti della trasmissione, tuttavia allo stesso tempo facilita l'adesione di sporco e detriti, rendendo più rapida l'usura. Secondo il comune di Toronto, è pratica tra i ciclisti lubrificare la ruota libera e versare una goccia d'olio sulle estremità dei raggi per prevenirne l'ossidazione. Alcuni ciclisti sono soliti pulire la bicicletta dopo l'uso per rimuovere sale e detriti, in particolare nelle parti frenanti, che sono facilmente soggette a ossidazione.

## Stile di guida
Le condizioni climatiche influiscono sullo stile di guida, in quanto la ridotta aderenza richiede tipicamente di frenare in maniera graduale per evitare perdite di aderenza, e rallentare all'imboccatura delle curve, evitando manovre troppo strette. Il comune di Ottawa suggerisce l'uso di condotte di guida tipiche di auto e motoveicoli (vehicular cycling) per i ciclisti invernali, come ad esempio mantenere il controllo della corsia quando le strade sono ristrette per la presenza di cumuli di neve, in modo da evitare il sorpasso troppo ravvicinato da parte di altri veicoli. Un'altra tecnica consiste nell'evitare le strade principali, pedalando su percorsi invernali e su vie secondarie con poco traffico. Poiché freddo, ghiaccio e fanghiglia possono bloccare il deragliatore, alcuni ciclisti mantengono un rapporto fisso per tutto l'inverno.

## Accessori

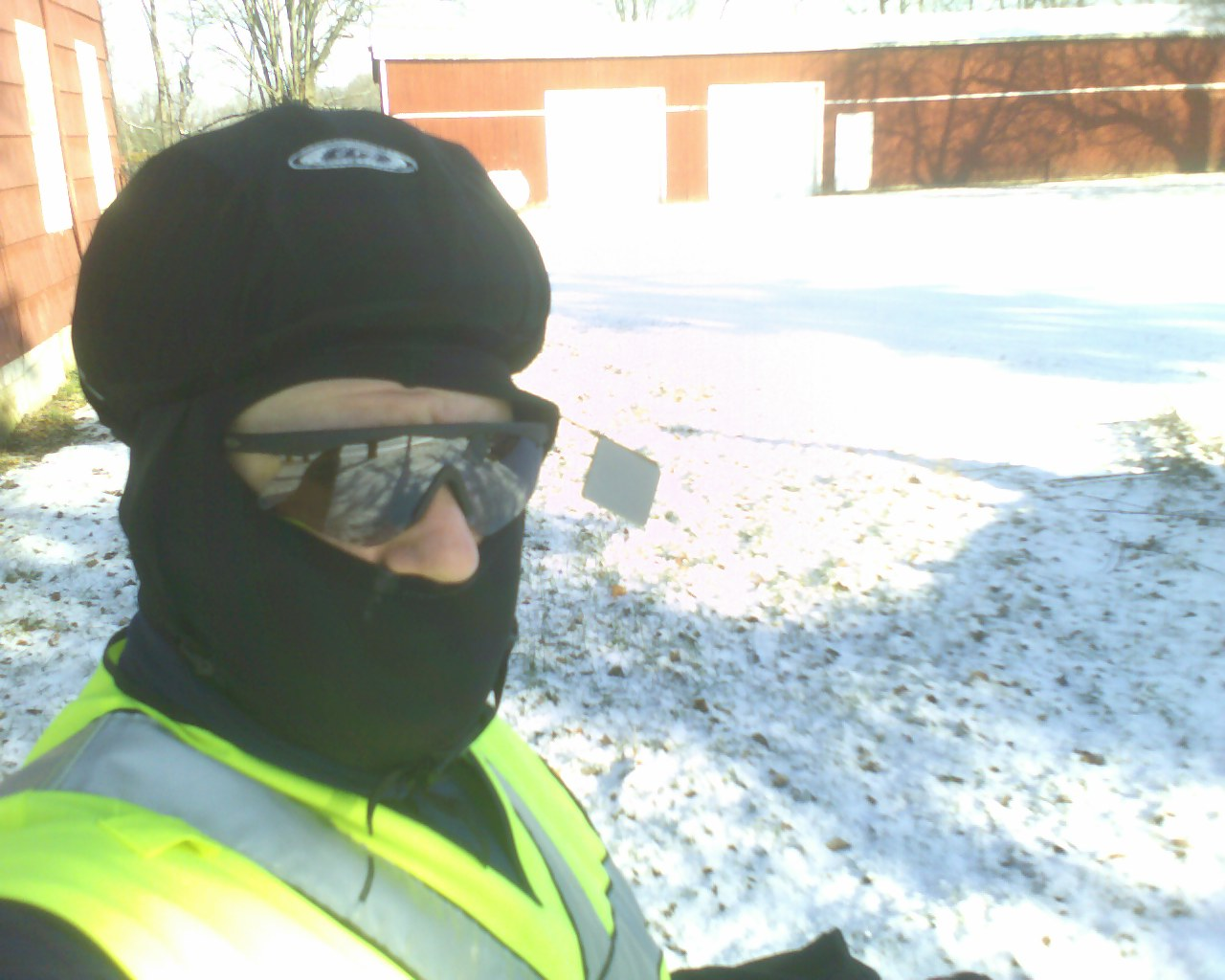
Ciclista con pettorina riflettente, passamontagna e copricasco

In inverno la visibilità è tipicamente minore, per via della breve durata del giorno e alla presenza di neve e ghiaccio. Molti ciclisti impiegano luci LED fisse o lampeggianti e abiti riflettenti per rendersi più visibili. Le luci sono obbligatorie per la circolazione notturna in molti paesi, ma alcuni ciclisti aumentano la quantità di luci montate nel periodo invernale. Per aumentare la visibilità vengono usate anche pettorine riflettenti e bande riflettenti indossate su braccia e caviglie.
Tipicamente vengono preferiti dai ciclisti invernali indumenti caldi e impermeabili, insieme a guanti pesanti e protezioni supplementari per il viso, come scaldacollo, passamontagna e occhiali da sci. Sono abbastanza diffusi i guanti a manopola, con una sezione per il pollice e una per le restanti dita, che offrono maggiore protezione dal freddo ma consentono comunque di manovrare le leve sul manubrio. I caschi da bici tradizionali hanno solitamente diverse prese d'aria, che nei mesi invernali vengono talvolta coperte per ridurre la dispersione di calore, con un copricasco o con soluzioni fai-da-te, ad esempio con il duct tape.